# La Verite
La Verite, född 24 maj 2017 i Enköping i Sverige, död 9 februari 2022 på Solvalla, var en svenskfödd amerikansk travare.

## Bakgrund
La Verite var en brun valack efter Readly Express och under Bardot Boko (efter Dream Vacation). Han föddes upp och ägdes av Kontio Stable AB. Han tränades under tävlingskarriären av Katja Melkko och kördes av Jorma Kontio.
La Verite tävlade mellan 2020 och 2022 och sprang in totalt 386 000 kronor på 12 starter, varav 7 segrar och 2 andraplatser.

## Karriär
La Verite tävlingsdebuterade som fyraåring den 4 januari 2021 på Färjestadstravet, och kom på femte plats i debutloppet. Han tog sin första seger i karriärens andra start den 12 mars 2021 på Romme travbana, där han segrade efter galopp. Under fyraåringssäsongen startade han 10 gånger och tog 5 segrar och 2 andraplatser.

### Död
Som femåring inledde han säsongen med två raka segrar. I sin tredje start som femåring, den 9 februari 2022 på Solvalla, startade han som storfavorit. Mitt i loppet togs La Verite ur fältet av Jorma Kontio, och gick senare omkull. Han avled senare på banområdet, 5 år gammal.

## Stamtavla
| Efter Readly Express 2012 | Ready Cash 2005      | Indy de Vive     | Viking's Way       |
| Efter Readly Express 2012 | Ready Cash 2005      | Indy de Vive     | Tekiflore          |
| Efter Readly Express 2012 | Ready Cash 2005      | Kidea            | Extreme Dream      |
| Efter Readly Express 2012 | Ready Cash 2005      | Kidea            | Doceanide du Lilas |
| Efter Readly Express 2012 | Caddie Dream 2005    | Viking Kronos    | American Winner    |
| Efter Readly Express 2012 | Caddie Dream 2005    | Viking Kronos    | Conch              |
| Efter Readly Express 2012 | Caddie Dream 2005    | Fatima Lavec     | Sugarcane Hanover  |
| Efter Readly Express 2012 | Caddie Dream 2005    | Fatima Lavec     | Margit Lobell      |
| Undan Bardot Boko 2008    | Dream Vacation 1997  | Pine Chip        | Arndon             |
| Undan Bardot Boko 2008    | Dream Vacation 1997  | Pine Chip        | Pine Speed         |
| Undan Bardot Boko 2008    | Dream Vacation 1997  | Dream On Victory | Valley Victory     |
| Undan Bardot Boko 2008    | Dream Vacation 1997  | Dream On Victory | Crown Dream        |
| Undan Bardot Boko 2008    | Margherita Rosa 2000 | Abo Volo         | Lurabo             |
| Undan Bardot Boko 2008    | Margherita Rosa 2000 | Abo Volo         | Grande Volo        |
| Undan Bardot Boko 2008    | Margherita Rosa 2000 | Bruyere Rose     | Mon Tourbillon     |
| Undan Bardot Boko 2008    | Margherita Rosa 2000 | Bruyere Rose     | Quadrique          |